# 埃德蒙頓綠地站
埃德蒙頓綠地站（英語：Edmonton Green railway station）是倫敦的一個火車站，位於恩菲爾德區。埃德蒙頓綠地站是倫敦地上鐵和大盎格利亞的車站。埃德蒙頓綠地站位於倫敦第4收費區。埃德蒙頓綠地站開通於1872年7月22日。

## 外部連結
- 列车时刻表及车站信息：埃德蒙頓綠地站，来自英国铁路官方网站

- 格網參考 TQ342935